# Sparkasse Nürnberg
Die Sparkasse Nürnberg ist ein öffentlich-rechtliches Kreditinstitut mit Sitz in Nürnberg (Bayern). Ihr Geschäftsgebiet umfasst die Stadt Nürnberg und den Landkreis Nürnberger Land mit rund 660.000 Einwohnern. Davon ausgenommen ist die Marktgemeinde
Neuhaus an der Pegnitz, welche der Vereinigten Sparkasse Eschenbach i.d.OPf. Neustadt a.d.Waldnaab Vohenstrauß zugeordnet ist. Die Sparkasse Nürnberg ging 2001 aus der Fusion von Stadt- und Kreissparkasse Nürnberg hervor.

## Organisationsstruktur
Die Sparkasse Nürnberg ist eine Anstalt des öffentlichen Rechts. Rechtsgrundlagen sind das
Sparkassengesetz, die bayerische Sparkassenordnung und die durch den Träger erlassene Satzung. Organe der Sparkasse Nürnberg sind der Vorstand und der Verwaltungsrat. Die Sparkasse Nürnberg ist Mitglied im Sparkassenverband Bayern und in der Sparkassen-Finanzgruppe.
In ihrem Geschäftsgebiet verfügt die Sparkasse Nürnberg über 91 Standorte.

## Geschäftsausrichtung und Geschäftserfolg
Die Sparkasse Nürnberg erfüllt als gemeinwohlorientiertes Kreditinstitut einen öffentlichen Auftrag. Dazu gehören im Aktivgeschäft die Bereitstellung von Krediten für Privatkunden und Unternehmen inklusive Baufinanzierungen sowie im Passivgeschäft die Anlage von Kundengeldern in diversen Spar- und Anlageformen sowie das Vermögensmanagement und Wertpapiergeschäft.
In ihrem Geschäftsgebiet ist sie Marktführer im Privatkundenbereich und die Hausbank der meisten mittelständischen Unternehmen in der Region. Über die Sparkassen-Finanzgruppe ist die Sparkasse Nürnberg mit einem globalen Netzwerk unterschiedlichster Partner verbunden: Zum Beispiel arbeitet sie im Bausparbereich mit der Bayerischen Landesbausparkasse LBS zusammen, im Wertpapiergeschäft mit der zentralen Investmentgesellschaft DekaBank und bei Versicherungen mit der Versicherungskammer Bayern.
Die Sparkasse Nürnberg wies im Geschäftsjahr 2024 eine Bilanzsumme von 13,072 Mrd. Euro aus und verfügte über Kundeneinlagen von 10,326 Mrd. Euro. Gemäß der Sparkassenrangliste 2024 liegt sie nach Bilanzsumme auf Rang 18. Sie unterhält 91 Filialen/Selbstbedienungsstandorte und beschäftigt 1.762 Mitarbeiter.

## Gesellschaftliches Engagement
Im Jahr 2015 unterstützte die Sparkasse Nürnberg mit rund 1,5 Mio. Euro Menschen, Initiativen und Einrichtungen direkt. Davon kam ein Betrag von 210.000 Euro Projekten im Bereich Kinder und Jugend zugute. Neben der Förderung durch Sponsoring und Spenden leistet die Sparkasse Nürnberg über ihre Stiftungen einen Beitrag. Über 2,1 Mio. Euro flossen in 34 Projekte wie zum Beispiel das Kunstprojekt „SpielRaum Reformation“ in der Lorenzkirche oder das Lichtkonzept des Hermann-Oberth-Raumfahrtmuseum in Feucht.

## Geschichte

### Stadtsparkasse Nürnberg
Am 2. November 1821 wurde die städtische Sparkasse als erste Sparkasse Bayerns im Nürnberger Augustinerkloster eröffnet. Vorausgegangen war die Idee von Johannes Scharrer, Reformer und Magistratsrat, mittels einer öffentlichen Sparkasse zur Daseinsvorsorge den Sparsinn vieler Menschen zu wecken und zu fördern. Als Einleger wurden zunächst nur Dienstboten und andere „unbemittelte Personen“ sowie Kinder angenommen. Bereits 1843 betrug die Summe der Einlagen 1 Million Gulden. Ausgestellt wurden Sparscheine, ab 1843 die obligatorischen Sparbücher.
Die industrielle Revolution und der massenhafte Zuzug ließen die Industriestadt Nürnberg in den folgenden Jahren wachsen und schufen den Bedarf an Hypotheken und Vermögensanlage. Durch einen Erlass der bayerischen Staatsregierung 1874 wurden die sozialen Einlegerbeschränkungen aufgehoben, die Stadtsparkasse änderte ihr Statut 1876 und konnte ihr Institut für alle Bevölkerungsschichten zugänglich machen.
Mit Beginn des 20. Jahrhunderts hielt auch der technische Fortschritt Einzug: 1900 kam die erste elektrische Rechenmaschine zum Einsatz, 1908 das Telefon und 1912 führte die Stadtsparkasse den bargeldlosen Scheck- und Giroverkehr sowie das Schulsparen ein. Parallel dazu begann der Aufbau des Zweigstellennetzes mit der ersten Filiale am Aufseßplatz 1913. Die Anzahl der Beschäftigten wuchs bis 1918 auf 96 Personen.
Nach der Niederlage im Ersten Weltkrieg, den zu zahlenden Reparationen und der einsetzenden Inflation kletterten die Einlagen in astronomische Höhen (664 Billionen Reichsmark, Zinssatz 60 %). Die Einführung der Rentenmark 1923 stoppte die Inflation, machte aber 200.000 Sparguthaben wertlos. Bis 1928 erholte sich die regionale Wirtschaft wieder, Wohnraum wurde dringend benötigt: Die Stadtsparkasse Nürnberg finanzierte fast zwei Drittel aller Bauten.
Die Weltwirtschaftskrise und Massenarbeitslosigkeit verminderten nachfolgend wieder die Einlagen. Vor der Machtergreifung durch die NSDAP hatte die Stadtsparkasse bereits 13 Zweigstellen, in den Kriegsjahren war nur ein notdürftiger Geschäftsbetrieb möglich.
Nach dem Zweiten Weltkrieg bezog die Stadtsparkasse 1947 die ehemalige Zweigstelle 8 am Lorenzer Platz und verlegt ihre Hauptstelle in die heutige Zentrale. Mit der Währungsreform stieg auch das Vertrauen der Anleger, Wirtschaftswunder und Bauboom sorgen für eine positive Ertragslage in den 1950er Jahren. 1958 siedelte die Stadtsparkasse in den Neubau am Lorenzer Platz über, der in den nächsten Jahrzehnten sukzessive erweitert und modernisiert wurde.
1970 erfolgte die Eröffnung der 40. Geschäftsstelle. In den 1980er Jahren wurden alle Arbeitsplätze mit Computern ausgestattet, 1982 der erste Geldautomat aufgestellt und 1988 die erste SB-Geschäftsstelle eingerichtet. 1994 schloss sich die Stadtsparkasse dem Informatikzentrum der bayerischen Sparkassen an, alle Geschäftsstellen erhielten Kontoauszugsdrucker. 1996 startet die Stadtsparkasse Nürnberg als eine der ersten Sparkassen Bayerns mit einer Homepage ins Internetzeitalter, ab 1998 war Homebanking möglich. Vor der Fusion wies die Stadtsparkasse eine Bilanzsumme von über 10 Mrd. DM, über 1600 Mitarbeiter und über 60 Geschäftsstellen aus.

### Kreissparkasse Nürnberg
Die Geschichte der Kreissparkasse Nürnberg ist eine Geschichte der einzelnen Institute Altdorf, Hersbruck, Lauf, Röthenbach, Schnaittach und Nürnberg (Landgerichtsbezirk) im Landkreis Nürnberger Land, die sich 1975 mit der bereits bestehenden Kreissparkasse Nürnberg zusammenschlossen.
Die einzelnen Institute wurden in der zweiten Hälfte des 19. Jahrhunderts und zu Beginn des 20. Jahrhunderts auf Initiativen von Bürgermeistern, Landrichtern, Armenpflegschaftsräten und Magistraten gegründet: Sparkasse Hersbruck 1832, Sparkasse Lauf 1835, Sparkasse Altdorf 1837, Sparkasse im Landgerichtsbezirk Nürnberg 1839, Sparkasse Schnaittach 1890 und Sparkasse Röthenbach 1909. Vorausgegangen war auch hier die Idee eine „Ersparungsanstalt“ zu gründen, bei der bedürftige Einwohner ihr Geld für Heirat, Konfirmation oder Begräbnis ansammeln konnten. Den einzelnen Instituten traten nach und nach umliegende Gemeinden bei, der Einlagenbestand wuchs bereits in den 1840er Jahren auf über 20.000 Gulden.
Mit Beginn des 20. Jahrhunderts überschritten die Einlagen die 20 Millionen-Grenze, die technischen und wirtschaftlichen Entwicklungen erweiterten das Tätigkeitsgebiet und die Ausstattung der Sparkassen im Landkreis, die ab 1917 nach und nach dem Giroverband Bayerischer Sparkassen beitraten. Öffnungszeiten wurden erweitert, Personal eingestellt und die Tätigkeit hauptberuflich erledigt. Mitte der 1920er Jahre entstanden weitere Zweigstellen, die Distriktsparkassen Altdorf und Nürnberg werden zu Bezirksparkassen und in neue, größere Gebäude verlagert. 1933 stellte das Bayerische Sparkassengesetz die Sparkassen als Körperschaften des öffentlichen Rechts mit eigenen Rechtspersönlichkeiten aus. Daraus ging die Organisation der Kreissparkasse Nürnberg mit 6 Außenstellen sowie Stadt- und Bezirkssparkassen in Lauf, Schnaittach und Hersbruck hervor. Es folgten Weltwirtschaftskrise, Zweiter Weltkrieg, Währungsreform und Wirtschaftsreform mit bekannten Folgen.
In den 1950er Jahren verfügte die Kreissparkasse Nürnberg wieder über Einlagen von 4,5 Millionen DM und Ausleihungen über 6 Millionen DM. Die Mitarbeiter- und Ausbildungszahlen stiegen, technische Neuerungen (einheitliche Maschinentypen, Vordrucke, maschinelle Führung der Sparkassenbücher) vereinfachten die Arbeitsabläufe. Kunden nutzten ab den 1960er Jahren den Service des bargeldlosen Zahlungsverkehrs sowie Auto- und Spätschalter. 1965 weihte die Kreissparkasse Nürnberg ihre Hauptstelle in der Marienstraße ein, die Mitarbeiterzahl stieg auf 134. 1968 wurden erstmals Sparkassenbriefe angeboten, ab 1971 beginnt die Immobilienvermittlung gemeinsam mit der Bayerischen Landes-Immobilien GmbH & Co. KG.
Nach der Fusion der einzelnen Sparkassen im Landkreis Nürnberger Land mit der Kreissparkasse Nürnberg 1975 stieg die Bilanzsumme auf 970 Millionen DM und 521 Mitarbeiter. Ab 1983 kamen die ersten Geldautomaten, BTX und elektronic Banking zum Einsatz, 1998 folgte der Internetauftritt. Ab 1999 begannen die Gespräche mit der Stadtsparkasse Nürnberg über eine Fusion. Die Kreissparkasse wies Ende 2000 5,1 Mrd. DM Bilanzsumme, 875 Mitarbeitern und 64 Geschäftsstellen auf.

### Sparkasse Nürnberg
Am 1. Januar 2001 fusionierten Stadt- und Kreissparkasse Nürnberg zur Sparkasse Nürnberg mit einer Bilanzsumme von 8,1 Mrd. Euro. Noch im gleichen Jahr wurde das Kompetenzzentrum Sparkassen-VermögensManagement eröffnet, 2002 folgten das Sparkassen-OnlineCenter und das Sparkassen-ImmobilienCenter mit Experten zur thematisch spezifischen Kundenbetreuung.
Bis zur Fusion gab es im Stadtgebiet auch im Filialnetz Doppelstrukturen, die danach schrittweise abgebaut wurden. Beispielsweise lagen in Altenfurt die Kreissparkasse in der Altenfurter Str. und die Stadtsparkasse in der Löwenberger Str. (heute Erweiterungsbau eines Autohauses) in unmittelbarer Nähe zueinander.
Ebenfalls zum 1. Januar 2001 startete der erste Internetauftritt der fusionierten Sparkasse. Seit etwa der gleichen Zeit erscheinen einmal im Monat die beiden kostenlosen elektronischen Newsletter für Privat- und Firmenkunden. Der Internetauftritt wird stetig technisch den aktuellen Sicherheitsanforderungen angepasst und um zeitgemäße Dienstleistungen für Nutzer erweitert. Zum Beispiel ist seit 2002 der direkte Onlineabschluss von Passivprodukten möglich. Online-Tagesgeld, sowie der Online-Privatkredit, wurden im zweiten Quartal 2007 eingeführt.
Seit 2006 ist die Sparkasse Nürnberg Zertifizierungsstelle für die Digitale Signatur, die dem sicheren Austausch elektronischer Willenserklärungen dienen soll.
Mit vier anderen mittelfränkischen Sparkassen gründete die Sparkasse Nürnberg im Juni 2007 die Tochtergesellschaft „S-International Region Nürnberg GmbH & Co. KG“ für das internationale Geschäft.